# Tomb Raider: Anniversary
Tomb Raider: Anniversary ist ein Action-Adventure aus dem Jahr 2007 und der achte Teil der Tomb-Raider-Reihe. Das Spiel wurde von Crystal Dynamics entwickelt und erschien in Europa am 1. Juni 2007. Bis zum Juli 2008 vermarktete der Publisher eine Million Kopien des Spiels. 2011 wurde Tomb Raider: Anniversary zusammen mit Tomb Raider: Legend und Tomb Raider: Underworld als Tomb Raider Trilogy für die PlayStation 3 veröffentlicht.

## Handlung
Bei Tomb Raider: Anniversary (engl. anniversary: „Jubiläum“) handelt es sich um ein Remake des ersten Teils von 1996. Handlung und Schauplätze sind weitgehend identisch.
Die Archäologin Lara Croft wird von der mysteriösen Unternehmerin Jaqueline Natla angeheuert, um in den peruanischen Bergen ein Artefakt zu finden. Nach der erfolgreichen Bergung des Artefaktes, eines von drei zusammengehörenden Teilen des Scion, wird Lara von ihrem Rivalen Larson überfallen. Larson wurde ebenfalls von Natla angeheuert, um Lara das Scion abzunehmen, da Lara es, wie Natla richtig vermutet, für sich selber behalten würde. Nachdem Larson besiegt ist, führt die Handlung nach Griechenland und Ägypten, wo sich jeweils der zweite und dritte Teil des Scions in weitläufigen Tempelruinen befinden. Mit dem vollständigen Scion in der Hand, erhält Lara eine Vision, in der sie zu ihrer Überraschung ihre Auftraggeberin als eine unsterbliche Göttin identifizieren kann, die von anderen Göttern verurteilt wird. Doch kaum ist die Vision vorüber, muss Lara feststellen, dass sie von Natla und ihrer Bande umzingelt ist und gezwungen wird, das Scion abzugeben. Nachdem Lara entkommen kann, versteckt sie sich in der Yacht der Bande und folgt ihnen so zu einer Insel, die als Eingang zur sagenhaften Stadt Atlantis dient. Dort stellt sich Lara Natla, um ihren Plan, ein neues Zeitalter mit Hilfe einer Armee aus Monstern einzuleiten, zu verhindern.
Abseits der Haupthandlung kann der Spieler auch wieder das Anwesen der Protagonistin, Croft Manor, erkunden und dort verschiedene Aufgaben lösen. Gegenüber dem Anwesen im Vorgänger Legend (dessen Handlung einige Jahre nach Anniversary spielt) gibt es eine zusätzliche Gartenanlage mit einem Labyrinth, während im Innenbereich der Umfang im direkten Vergleich zu Legend etwas eingeschränkt wurde. So sind einige Räume in Renovierung und müssen anders bewältigt werden.

## Spielprinzip und Technik
Tomb Raider: Anniversary wird aus der Third-Person-Perspektive gesteuert. Mittels Tastatur und Maus oder Gamepad manövriert der Spieler Lara Croft durch die Spielwelt. Nach Art eines Jump-’n’-Run-Spiels kann Lara springen und klettern, um anderweitig nicht zugängliche Areale zu erreichen. Gelegentlich müssen Mechanismen betätigt werden, um Türen zu öffnen oder Apparaturen in Gang zu setzen. Mittels ihrer Schusswaffen kann sich Lara computergesteuerter Feinde erwehren.

## Produktionsnotizen
Da das Spiel sich an der Handlung des ersten Teils der Serie orientiert, kommen Figuren wie Zip und Alister, die in Tomb Raider: Die Chronik beziehungsweise Tomb Raider: Legend eingeführt wurden, nicht vor. Anstelle des Magnethakens aus Legend benutzt Lara einen Enterhaken, mit dem sie auch an Wänden entlanglaufen kann. Das klassische „Ring-Inventar“ aus den ersten drei Teilen kommt ebenfalls wieder zum Einsatz. In Anniversary kämpft Lara ausschließlich gegen Tiere, Fabelwesen oder Dinosaurier, Menschen dagegen tötet sie nur in nicht-interaktiven Szenen. Aus diesem Grund ist das Spiel schon ab 12 Jahren freigegeben.
Der Soundtrack stammt von Troels Brun Folmann, der bereits die Musik zum Vorgänger Tomb Raider: Legend und später auch zum Nachfolger Tomb Raider: Underworld komponierte.

## Rezeption
Tomb Raider: Anniversary erhielt überwiegend positive Kritiken. Aus 26 aggregierten Wertungen erzielt das Spiel auf Metacritic einen Score von 83. GameRankings aggregierte 26 Wertungen zu einem Score von 84 %. Das deutsche Spielemagazin 4Players vergab die Wertungen 77 % (Wii), 82 % (PS2) und 83 % (Xbox 360, PC). Positiv bewertet wurden die Optik, das Leveldesign, die Steuerung, sowie die gute Vertonung. Negativ bewertet wurden Kameraprobleme, viel Recycling, sowie Aussetzer bei der Künstlichen Intelligenz (KI).